# Kant-Stiftung
Die Immanuel Kant-Stiftung (Freiburger Stiftung zur Förderung eines kantischen Weltbürger-Ethos) ist eine gemeinnützige Stiftung des Bürgerlichen Rechts. Als Hauptzweck formuliert die Stiftung selbst die Förderung eines kantischen Weltbürger-Ethos und die Förderung von Erziehung zu Frieden und Demokratie. Die nach Immanuel Kant benannte Stiftung wurde im Jahr 2004 mit einem Gründungskapital von 390.000 € errichtet. Zur Ehrung aufklärender ethisch-politischer Öffentlichkeitsarbeit verleiht die Stiftung Preise an Personen oder Organisationen. Des Weiteren vergibt sie Stipendien und verfasst Beiträge für verschiedene Publikationen. Der Spruch Sapere aude wird ebenfalls als Motto der Stiftung verwendet.
Die Kant-Stiftung ist von dem, auch als Immanuel-Kant-Stiftung bezeichneten, Immanuel-Kant-Verein e.V. abzugrenzen, der eine parteinahe Stiftung der AfD ist. Die offizielle Kant-Stiftung veröffentlichte dazu auch Pressemeldungen, in denen sie sich von der Partei der AfD und dem Immanuel-Kant-Verein klar distanziert.

## Organisation
Neben dem Vorstand und Stifter Berthold Lange gibt es einen Stiftungsrat, der aus neun Mitgliedern besteht, sowie einen fünfköpfigen Beirat. Des Weiteren gibt es zwei Unterstiftungen. Die erste Unterstiftung ist die E.T.A. Hoffmann Stiftung. Diese wurde zur Förderung der klassischen Musikerziehung gegründet. Die zweite Unterstiftung dient der Förderung nachhaltiger ökologischer Maßnahmen und wird unter dem Namen Schützt die Allmende geführt.

## Aktivitäten und Partnerschaften
Neben der Vergabe der Kant-Preise und dem Verfassen von Beiträgen für politisch-wissenschaftliche Publikationen gibt es ein Stipendienprogramm. Das Freiburger ‚Weltbürger-Stipendium‘ der Kant-Stiftung wird an begabte, bedürftige, ausländische Studierende bzw. solche mit Migrationshintergrund für Studienabschlüsse an Freiburger Hochschulen vergeben und soll „Brückenbauer“ qualifizieren, die nach Möglichkeit internationale Projekt-Kooperationen und inner-staatliche Integrationsprozesse befördern. Die finanziell nicht unerhebliche Förderung – in Kooperation mit der Stiftungsverwaltung Freiburg – verpflichtet zur Teilnahme an der jährlichen Auslobungs-Feier. Weitere Aktivitäten können in dem, mehrmals im Jahr tagenden, Stiftungsrat beschlossen werden.
Viele Aktivitäten der Stiftung sowie der Unterstiftungen werden gemeinsam mit Kooperationspartnern umgesetzt.
- Aktion Aufschrei – Stoppt den Waffenhandel!
- AWC Deutschland e.V. – Weltbürger und Weltbürgerinnen
- ECOtrinova e. V.
- Evangelische Kirche in Freiburg
- Hochschule für Musik Freiburg
- Kant-Gesellschaft e. V.
- Katholische Akademie Freiburg
- Rechtswissenschaftliche Fakultät der Universität Freiburg
- Theologische Fakultät der Universität Freiburg
- Stiftungsverwaltung Freiburg
- Studierendenwerk Freiburg

## Kant-Preise
Die regelmäßig verliehenen Kant-Preise werden eingeteilt in die Bereiche Weltbürger, Allmende und Wissenschaft. Die Auswahl der Kriterien und der nominierten Personen oder Organisationen liegt bei der Kant-Stiftung. Das Bewerbungsverfahren bzw. die Sichtung wird auf der Website der Stiftung erläutert.
- Der Kant-Weltbürger-Preis wird bereits seit der Gründung 2004 alle zwei bis drei Jahre vergeben. In die nähere Auswahl kommen Personen oder Organisationen, die besonders aktiv in Bereichen waren, die den Sinn und Zweck der Stiftung entsprechen. Der Preis wurde bisher sechsmal verliehen.
- Der Kant-Allmende-Preis wird für eher regionale Leistungen zum Schutz von Allgemeingütern verliehen. Bisher gab es eine Preisverleihung im Jahr 2013 und eine im Jahr 2016.
- Die wissenschaftlichen Kant-Förder-Preise richten sich an Doktoranden und prämieren Abschlussarbeiten. Infrage kommen Dissertationen, deren Inhalte dem Motto Kant entdecken und weiterdenken entsprechen.